# Hubert Hundt
Hubert Hundt (* 12. Mai 1898 in Neuenhaus, Kreis Olpe; † 18. Mai 1984) war ein deutscher Politiker (SPD).

## Leben und Beruf
Hundt studierte an einer katholischen Hochschule und schloss das Studium als Diplom-Landwirt ab. Danker und Lehmann-Himmel charakterisieren ihn in ihrer Studie über das Verhalten und die Einstellungen der Schleswig-Holsteinischen Landtagsabgeordneten und Regierungsmitglieder der Nachkriegszeit in der NS-Zeit als „oppositionell-gemeinschaftsfremd“.
Hundt kam nach dem Zweiten Weltkrieg als Flüchtling nach Schleswig-Holstein, wo er im studierten Beruf in Elmshorn tätig war. Er war Vorsitzender des Kreisverbandes Pinneberg der Kleingartenbauvereine sowie Landesbeauftragter für die Kleintierzucht. Er wohnte zuletzt in Hamburg.

## Politik
Hundt saß von 1947 bis 1950 im ersten Landtag von Schleswig-Holstein, direkt gewählt im Wahlkreis Pinneberg-Elmshorn. Er war Vorsitzender des Ausschusses für Ernährung und Landwirtschaft.